# British War Medal
La British War Medal est une médaille commémorative du Royaume-Uni qui était attribuée aux officiers et soldats des forces militaires britanniques et impériales pour leur service lors de la Première Guerre mondiale. Il y eut deux versions de la médaille (argent ou bronze), près de 6,5 million furent frappée en argent et près de 110 000 en bronze.

## Historique
La British War Medal a été créée le 26 juillet 1919 pour récompenser ceux qui avait servi dans les troupes britanniques et impériale entre le 5 août 1914 et l'Armistice du 11 novembre 1918 lors de la Première Guerre mondiale.

## Modalités d'attribution
La British War Medal a été attribuée à tous les officiers et soldats des troupes britanniques et impériale, ainsi que, sous certaines conditions, aux marins de la Marine marchande, qui ont servi pendant tout ou partie de la période susdite, ou qui ont été tués en service actif  pendant cette période. Les modalités d'attribution ont ensuite été élargies pour couvrir aussi les services de déminage en mer entre 1919 et 1920 et la participation à des opérations militaires en Russie, dans le secteur de la Mer Baltique orientale, en Sibérie, en Mer Noire et en Mer Caspienne pendant l'Intervention alliée pendant la guerre civile russe,.